# Allen Hanlon

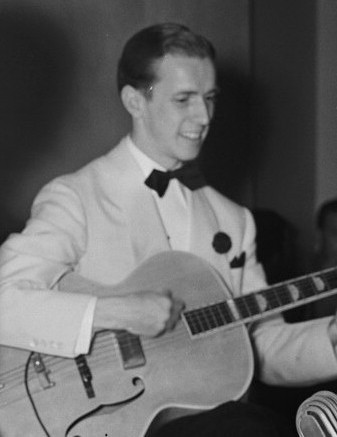
Hanlon in den 1940er Jahren

Allen Hanlon (auch Alan Hanlon, * 10. Januar 1919 in Long Island, New York; † 6. April 1986 in New York City) war ein US-amerikanischer Jazz- und Studiomusiker (Gitarre).

## Leben und Wirken
Hanlon lernte zunächst Geige, bevor er als Jugendlicher zur Gitarre wechselte, beeinflusst von George Van Eps, mit dessen Familie er befreundet war und die seine Karriere förderte. Allan Reuss vermittelte ihm 1937 einen kurzzeitigen Job im Benny Goodman Sextet; anschließend spielte er bei Red Norvo, mit dem im September 1937 in Los Angeles erste Aufnahmen entstanden. Nach drei Jahren bei Norvo begann er, in New York als Studiomusiker zu arbeiten, spielte in den Orchestern von Claude Thornhill und Edgar Sampson, ferner mit Jess Stacy, Buddy Weed und dem Adrian Rollini Trio, mit dem er 1948 in mehreren Soundies auftrat.
In den Nachkriegsjahren war Hanlon vorwiegend in New York als Sessionmusiker tätig; Hanlon war an Aufnahmesessions von Tony Bennett, Perry Como, Vic Damone, Bobby Vinton sowie von Doo-Wop-Gruppen wie The Coasters und The Blenders beteiligt, ferner arbeitete er mit LaVern Baker, Ivory Joe Hunter, Ray Charles, Solomon Burke und Johnnie Ray. In den 1950er-Jahren spielte er außerdem mit Sy Oliver, Bernie Leighton, Jerry Jerome, Edgar Sampson, Johnny Guarnieri, Buddy Lucas und John Carisi (The New Jazz Sound of „Show Boat“, 1959). Anfang der 1970er-Jahre hatte er ein Gitarrenduo mit Sal Salvador, mit dem er das Album Live in Concert at the University of Bridgeport (GP Records) veröffentlichte; weitere Aufnahmen entstanden noch mit Bucky Pizzarelli. Er lehrte als Adjunct Professor an der New York University und schrieb mehrere Lehrbücher, wie Chemistry of Chords for Guitar. Im Bereich des Jazz war er zwischen 1937 und 1982 an 94 Aufnahmesessions beteiligt.